# Симфонія № 2 (Дворжак)
Симфонія № 2 op. 4, сі-бемоль мажор — симфонія Антоніна Дворжака, написана в 1865 році.
Складається з чотирьох частин:
1. Allegro con moto
2. Poco adagio
3. Scherzo: Allegro con brio
4. Finale: Allegro con fuoco